# Agustín Miranda
Agustín Miranda (1930) è un ex calciatore paraguaiano, di ruolo difensore.

## Carriera
Prese parte con la Nazionale paraguaiana ai Mondiali del 1958.